# Fragaria bringhurstii
Fragaria bringhurstii är en rosväxtart som beskrevs av G. Staudt. Fragaria bringhurstii ingår i släktet smultronsläktet, och familjen rosväxter. Inga underarter finns listade i Catalogue of Life.